# R Virginis
R Virginis är en pulserande variabel av Mira Ceti-typ i stjärnbilden Jungfrun. Stjärnan var den första i Jungfruns stjärnbild som fick en variabelbeteckning.
Stjärnan varierar mellan magnitud +6,1 och 12,1 med en period av 145,63 dygn.

## Fotnoter
1. ↑  Variabelstjärnornas beteckningar börjar med bokstäverna R-Z, därefter A-Q , följt av RR-ZZ och AA-QQ, varefter de börjar betecknas med bokstaven V och ett ordningsnummer, från och med V335.